# Windows Virtual PC
Windows Virtual PC (antes llamado Microsoft Virtual PC, luego renombrado Windows Virtual PC en Windows 7) es un software gestor de virtualización desarrollado por Connectix y comprado por Microsoft para crear equipos virtuales. Es decir, su función es emular mediante virtualización, un hardware sobre el que funcione un determinado sistema operativo. Con esto se puede conseguir ejecutar varios sistemas operativos en la misma máquina a la vez y hacer que se comuniquen entre ellos.
Este producto ha sido reemplazado por Microsoft Hyper-V.

## Emulación de hardware
Virtual PC, en el caso de la versión para Windows, no emula el procesador sino que deja que el mismo ejecute las instrucciones en el entorno emulado. Por el contrario, en la versión para MacOS emula un procesador Intel Pentium III (32 bit). El resto del hardware que emula son: una placa madre con un chipset Intel 440BX, una tarjeta de video SVGA VESA Estándar S3 Trío32/64 con 8 MB. de memoria VRAM, un chip de BIOS de American Megatrends, una tarjeta de sonido SoundBlaster 16 y una tarjeta de red DEC 21140.
No presenta soporte para todos los programas, debido a que pueden existir fallos debido a errores en la sincronización de las operaciones o se pueden generar opcodes fuera de tiempo.
La emulación en Macintosh es de recompilación dinámica para traducir código x86 a código de un Mac con procesador PowerPC, por lo que no es compatible con los Mac con procesador Intel.
La emulación en Windows también es de recompilación dinámica, pero solo traduce el modo de kernel y el modo real x86 a código de usuario x86, mientras el usuario original corre en forma nativa o verdadera.

## Virtual Machine Additions
Para facilitar el intercambio y compartir archivos, las carpetas y los datos entre el anfitrión y el huésped, Virtual PC proporcionan un sistema Llamado Virtual Machine Additions. Estos se pueden instalar en el sistema operativo huésped para proporcionar las funcionalidades siguientes a través del anfitrión y el huésped:
- Un mejor rendimiento en el sistema operativo huésped.
- Integración con el ratón.
- Controlador de vídeo optimizado.
- Resolución de la pantalla dinámica (puede cambiarse fácilmente la resolución de la pantalla del huésped solo redimensionando la ventana de la máquina virtual).
- Sincronización de tiempo con el anfitrión.
- Sincronización del portapapeles.
- Capacidades de arrastrar archivos entre la ventana del SO huésped y el anfitrión.
- Carpetas compartidas.

## Sistemas operativos soportados
- Sistema operativo anfitrión:
  - Windows 7 Ultimate (32 y 64 bits)
  - Windows 7 Enterprise (32 y 64 bits)
  - Windows 7 Professional (32 y 64 bits)
  - Windows Vista Ultimate (32 y 64 bits)
  - Windows Vista Enterprise (32 y 64 bits)
  - Windows Vista Business (32 y 64 bits)
  - Windows Vista Business N (32 y 64 bits)
  - Windows Server 2003
  - Windows XP Home (support added with Feb 20, 2009, hotfix rollup)
  - Windows XP Professional
  - Windows XP Tablet PC Edition (32 bits)
  - Windows XP Professional x64 Edition
  - Windows XP Media Center Edition 2005
  - Windows Vista Home Premium (64 bits)
  - Windows Vista Home Basic (32 y 64 bits)

- Virtual PC 2007 soporta, y no instalará en los sistemas operativos siguientes como anfitrión:
  - Windows Vista Starter
  - Windows Vista Home Premium N (32 y 64 bits)
  - Windows Vista Home Basic N (32 y 64 bits)

- Virtual PC 2007 soporta oficialmente, pero se puede instalar encendido en los sistemas operativos siguientes como anfitrión, a pesar de un mensaje de alerta posible: 
  - Windows Server 2008 R2 (64 bits)
  - Windows Server 2008
  - Windows Vista Home Premium (32-bits)
  - Windows XP Media Center Edition 2004
  - Windows XP Home Edition

Virtual PC 2004 es la última versión compatible con Windows 2000 como SO anfitrión. 
- Windows Virtual PC soporta los sistemas operativos siguientes como huésped:
  - Windows XP Service Pack 3 (SP3) Professional
  - Windows Vista Enterprise Service Pack 1 (SP1)[b]
  - Windows Vista Ultimate Service Pack 1 (SP1)[b]
  - Windows 7 Professional
  - Windows 7 Ultimate, Windows 7 Enterprise

## Requisitos del sistema
- Procesador AMD Athlon Dual Core X2 a 1.50 Ghz o Intel Celeron
- 1 GB de memoria RAM
- Hardware de Virtualización Activado (recomendado, aunque no es necesario)
- Tarjeta de video por lo menos con 64 MB de VRam (Geforce MX)
- Resolución de pantalla 800 x 600
- Conexión a Internet de banda ancha
- 48,5 MB libres en el disco duro (se recomiendan 2 GB para la instalación de sistemas virtuales)
- No se soporta Windows Vista Starter, Home Basic ni Home Premium. En el caso de Windows 7, es igual que en Windows Vista

## Windows XP Mode
Windows XP Mode será inhabilitado en Windows 7 Home Basic y Home Premium. Sin embargo, es posible configurar un ambiente virtual modificado para requisitos particulares de Windows XP (requiere una licencia de Windows XP y el CD o los archivos de instalación de Windows XP), e instalar Integration Components update (disponible para la descarga en el sitio WEB de Microsoft) para permitir el modo Fluido y otras características de la integración con Windows 7. 
Windows Virtual PC tiene una versión x64, pero no puede funcionar un OS huésped x64. Esto fue confirmado en el foro de Microsoft TechNet.
Una actualización permitiendo el modo Fluido y otros componentes de la integración para Windows Vista SP1 como huésped en Windows 7 como anfitrión, está disponibles para la descarga en el sitio WEB de Microsoft

## Sistemas operativos huésped
- Virtual PC 2007 soporta los siguientes sistemas operativos como huésped:
  - Windows Server 2008 (Todas las ediciones de 32-bits)
  - Windows Vista (Todas las ediciones de 32-bits)
  - Windows XP (Todas las ediciones de 32-bits)
  - Windows Server 2003 (Todas las ediciones de 32-bits)
  - Windows 2000 (Todas las ediciones)
  - Windows 98 Segunda Edición
  - Windows NT Server 4.0 (Todas las ediciones)
  - IBM OS/2 Warp

- Virtual PC 2007 no tiene soporte a los sistemas operativos siguientes, pero si es compatible con estos:
  - Windows NT Server 5.0 Build 1592
  - Windows ME
  - Windows 98 Versión original
  - Windows 95 (Todas las versiones)
  - Windows NT 4.0 Workstation
  - Windows NT 3.51
  - Windows 3.1 y 3.11
  - Windows 3.0
  - MS-DOS 6.22
  - Windows 2.03
  - Windows 1.01

En Virtual PC 2007, Virtual Machine Additions no está disponible para los sistemas operativos tempranos tales como Windows 95 o MS-DOS 6.22; sin embargo, la versión de Virtual Machine Additions de Virtual PC 2004 se pueden utilizar con Windows 95 y MS-DOS. 
Para el OS huésped Windows Vista en Virtual PC 2007, el tema gráfico aero de Windows Vista es deshabilitado debido a las limitaciones de la tarjeta emulada de los gráficos S3. Sin embargo, el tema aero puede ser ejecutado conectando con la máquina de la huésped por conexión de escritorio remoto ,iniciada de un anfitrión que soporta el Aero de Vista.

## Emulación de un entorno basado en Linux
La instalación de sistemas Linux como huésped en Virtual PC es posible, pero no es fluido. A la fecha, Windows Virtual PC no soporta Linux como huésped oficialmente, aunque Virtual Machine Additions para Linux estaban disponibles en los lanzamientos de Connectix Virtual PC antes de la adquisición de Microsoft. No obstante, Virtual Machine Additions de Microsoft Virtual Server soportan Linux, y estas deben también trabajar en Windows Virtual PC.
Algunas distribuciones de Linux se deben instalar en modo de texto, ya que Windows Virtual PC sólo emula gráficos con una profundidad de color de 16 o de 32 Bits, pero no de 24 Bits. Así, para funcionar hay que configurar X Window para una profundidad de color de 16 Bits especificándolo en el archivo de configuración xorg.conf del sistema operativo huésped. Ubuntu 8.10 (Intrepid Ibex) sólo se puede instalar en SafeMode.
Algunos sitios web se especializan en los sistemas operativos del listado que funcionan con éxito como huéspedes en Virtual PC, para ayudar a usuarios a evitar problemas al instalar las distribuciones de Linux u otros sistemas operativos que carecen la ayuda oficial de Microsoft.

## Otras alternativas
- VMware, software propietario pero con versiones gratuitas.
- KVM
- VirtualBox de licencia GNU.
- Xen
- BOCHS de licencia GPL.
- QEMU de licencia GPL.
- Virtuozzo, software propietario
- Mac on Linux
- Basilisk II
- SheepShaver
- Proxmox_Virtual_Environment